# Phyllocycla ophis
Phyllocycla ophis är en trollsländeart som först beskrevs av Selys 1869.  Phyllocycla ophis ingår i släktet Phyllocycla och familjen flodtrollsländor. Inga underarter finns listade i Catalogue of Life.